# Černá (přítok Flájského potoka)
Černá (německy Schwarze Pockau) je potok, který pramení v Krušných horách na katastru Kryštofových Hamrů v okrese Chomutov. Pramen potoka se nachází v rašeliništi, které je součástí přírodní rezervace Prameniště Chomutovky v nadmořské výšce 895 m n. m. severovýchodně od vrcholu Jelení hory. Od pramene teče k východu a postupně se obrací na sever, asi po 2,5 km od pramene dosáhne česko-německé státní hranice a následujících cca 13 km teče jako hraniční potok, v místě soutoku s Lesním potokem státní hranice uhýbá a potok pokračuje po německém území k Rittersbergu, kde soutokem s Rote Pockau tvoří říčku Pockau; ta pak teče do obce Pockau, kde se vlévá do Fláje. V některých mapách a evidencích je říčka Pockau označovaná jako dolní tok Černé. Délka české (resp. česko-německé) části toku je 15,6 km, plocha povodí 37,7 km² a průměrný průtok na hranici s Německem je 0,45 m³/s. Celková délka je asi 33 km, rozloha povodí 125 km² a průtok v ústí do Flájského potoka 2,29 m³/s.
Podél hranice potok vytváří mnoho meandrů a teče převážně směrem na severovýchod. Cestou míjí na německé straně vesnice Satzung, Reitzenhain a Kühnhaide. Naproti nim stávaly na české straně vesnice Jilmová, Pohraniční a Kienhaid, ale všechny zanikly ve druhé polovině 20. století. Severně od zaniklé Kienhaidy se potok stáčí na sever a vtéká do Německa. Zde protéká skalnatým údolím, ve kterém na pěti kilometrech prudce klesne o 140 m k Pobershau. Dále mine vesnici Niederlauterstein a v Pockau se vlévá do Flájského potoka.

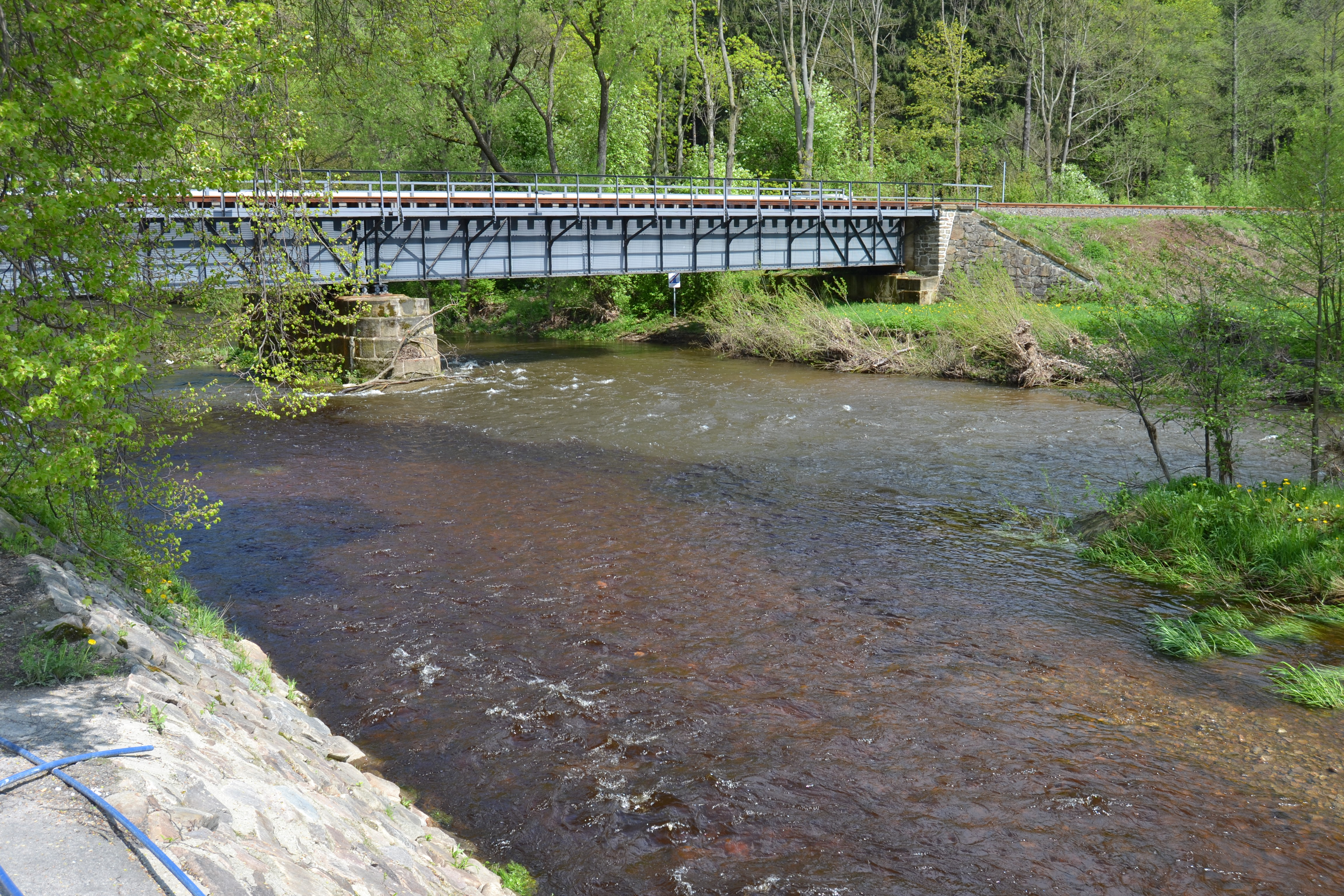
Soutok Černé s Flájským potokem

Přestože potok přijímá řadu drobných přítoků, jen málo jich je pojmenovaných. Z české strany to jsou zprava Pohraniční potok a Lesní potok a v Německu potom Königshaubächel, Ullersdorfer Bach, Wildbach a Knesenbach.
V údolí pod Kühnhaide se z potoka odděluje umělý kanál Grüne Graben, který v minulosti přiváděl vodu do dolů v Pobershau. Kolem kanálu vede turistická trasa pro pěší a cyklisté mohou využít cyklotrasu přímo podél řeky. V údolí se nachází četné výchozy místních rul, ze kterých je pravděpodobně nejznámější skála Katzenstein. Na opačném břehu, naproti Katzensteinu, se nachází obtížně přístupné zbytky hradu Raubschloss. Další umělý kanál zásobuje vodou malou vodní elektrárnu pod Pobershau. V Niederlautersteinu se nachází turisticky atraktivní zřícenina hradu Lauterstein.